# Adrian Newey
Adrian Newey, né le 26 décembre 1958 à Stratford-upon-Avon en Angleterre, est un ingénieur britannique. Après avoir connu le succès en Formule 1 avec les monoplaces qu'il a conçues pour les écuries Williams puis McLaren dans les années 1990 et 2000, Il est directeur technique de l'écurie Red Bull Racing (championne du monde de 2010 à 2013) jusqu'en 2018. Il continue de diriger la conception des monoplaces de Red Bull, notamment la RB16B du championnat 2021 au volant de laquelle Max Verstappen remporte son premier titre de champion du monde des pilotes, puis les RB18 et RB19 qui apparaissent les mieux adaptées à la nouvelle réglementation technique basée sur l'effet de sol, et au volant desquelles le Néerlandais gagne deux titres supplémentaires (2022 et 2023) et aligne les victoires. Adrian Newey est considéré par le monde de la Formule 1 comme l'un des ingénieurs les plus doués de sa génération.
Après dix-neuf ans chez Red Bull ponctués par sept titres de champion du monde des pilotes et six des constructeurs, Adrian Newey annonce, au printemps 2024, son départ de l'écurie en 2025. En septembre 2024, Aston Martin F1 Team officialise son arrivée en tant que Managing Technical Partner pour cinq ans à compter du 1er mars 2025 ; il devient également actionnaire de l'équipe.

## Biographie

### Les débuts
Sorti en 1980 de l'université de Southampton (avec un diplôme d'ingénieur aéronautique), Adrian Newey accède directement au sport automobile puisqu'il est recruté par l'écurie de Formule 1 brésilienne Fittipaldi Automotive en tant qu'aérodynamicien (sa spécialité). L'année suivante, il rejoint la firme March Engineering, engagé sur tous les fronts du sport automobile. Après avoir travaillé comme ingénieur de course de Johnny Cecotto en Formule 2, puis après avoir conçu la March GTP IMSA, il prend la direction technique du projet March en CART. Aux mains de pilotes tels que Al Unser et Bobby Rahal, ses créations glaneront de nombreux succès.
En 1986, Adrian Newey rejoint l'Europe, où il est appelé pour voler au secours de l'écurie de F1 anglo-américaine Force. Mais l'expérience est de courte durée puisque FORCE abandonne rapidement la F1. Newey retourne alors chez March, mais cette fois en Formule 1, en qualité de designer en chef. Dès 1988, les étonnantes performances des March 881 de Maurício Gugelmin et surtout Ivan Capelli mettent en lumière les qualités de Newey, qui commence à devenir l'un des jeunes ingénieurs les plus en vue. Ses créations ne sont pourtant pas exemptes de reproches, et de nombreux observateurs estiment que les idées extrêmes de Newey en matière d'aérodynamisme se développent parfois au détriment d'autres paramètres. L'illustration en est apportée à l'occasion de la saison 1990, où en l'espace de 15 jours, les Leyton House CG901 (nouveau nom de l'écurie March) connaissent l'humiliation de la non-qualification sur les bosses du circuit de Mexico, avant de dominer la concurrence sur le tracé parfaitement lisse du Castellet (Ivan Capelli ne ratant la victoire que de justesse). Ces résultats trop irréguliers lui valent (alors qu'il avait été entre-temps nommé directeur technique de Leyton House) de se faire renvoyer au cours de l'été 1990.

### Les années Williams
Newey ne reste pas longtemps sans emploi, et le sachant sur le marché, l'écurie Williams-Renault s'empresse de le recruter en qualité de designer en chef. Avec des ressources financières bien plus élevées que chez March, et parfaitement encadré par son pragmatique et expérimenté directeur technique Patrick Head qui lui évite de retomber dans ses excès de jeunesse, Newey s'épanouit enfin totalement. Il est ainsi à l'origine de la lignée des Williams-Renault qui enchaîneront victoires et titres mondiaux (quatre titres pilotes et cinq titres constructeurs) sur une période allant de 1991 à 1997.

### Les années McLaren
En 1997, lorsque Jacques Villeneuve et Williams sont sacrés champions sur la voiture dessinée par Newey, ce dernier a déjà quitté l'écurie. Au cours de la saison, il a en effet été recruté par McLaren avec à la clé une belle promotion financière mais également professionnelle puisqu'il est nommé directeur technique (poste qu'il pouvait difficilement briguer chez Williams en raison de la présence de l'historique Patrick Head, par ailleurs copropriétaire de l'écurie). Chez McLaren, l'effet Newey ne tarde pas à se faire ressentir puisque Mika Häkkinen domine le championnat 1998, avant d'être sacré à nouveau en 1999. Les observateurs ne manquent pas non plus de faire remarquer que les Williams, en son absence, ne sont plus que l'ombre de ce qu'elles étaient. Au faîte de sa gloire, Newey est alors considéré comme un véritable faiseur de victoires, et devient une « star » du paddock, au même titre que les meilleurs pilotes.
La suite des événements est un peu plus difficile. À partir de 2001, les McLaren-Mercedes de Newey sont régulièrement dominées par les Ferrari. L'image de l'ingénieur britannique est également un peu brouillée par son faux départ de chez McLaren lors de l'été 2001. Recruté par l'écurie Jaguar (alors dirigée par l'ancien pilote américain Bobby Rahal, avec lequel il était resté ami depuis leur fructueuse collaboration en CART près de quinze ans plus tôt), Newey fait volte-face quelques jours plus tard pour rester finalement chez McLaren qui a su trouver les arguments pour le retenir. Mais avoir su retenir Newey n'empêche pas McLaren de glisser dans la hiérarchie de la Formule 1. Si la baisse de forme de l'écurie est en grande partie imputable au motoriste Mercedes, la responsabilité de Newey est par contre directement engagée dans le fiasco de la McLaren MP4-18, prévue pour disputer la saison 2003, mais qui ne sera finalement jamais alignée en course, à la suite d'insolubles problèmes techniques, et notamment une incapacité à passer le crash-test obligatoire de la FIA. La réputation qu'avait Newey lors de ses années March, celle d'un ingénieur aux idées brillantes mais manquant parfois de pragmatisme, resurgit alors.

### Les années Red Bull
Arrivé en bout de cycle avec McLaren, Newey crée la sensation en annonçant au cours de l'hiver 2005-2006 son départ pour l'écurie autrichienne Red Bull Racing. Arrivé trop tard pour avoir une réelle influence sur les résultats de la saison 2006, il a par contre dirigé l'équipe d'ingénieurs chargée de la conception de la RB3 qui dispute la saison 2007. Cette monoplace s'avère assez performante mais peu fiable. L'écurie se classe cinquième du championnat, après la septième place de 2006.
En 2008, si les débuts de la RB4 sont encourageants (l'écurie demeure à la quatrième place à l'approche de la mi-saison), la fin est plus compliquée, et Red Bull retombe à la septième place.
En 2009, la collaboration Newey-Red Bull porte ses fruits puisque l'équipe remporte ses six premières victoires et termine à la seconde place du championnat du monde des constructeurs (derrière Brawn GP) grâce à la RB5. En 2010, avec la RB6, l'écurie et son pilote Sebastian Vettel remportent le championnat du monde pour la première fois. Ils confirment avec la RB7 en 2011 après avoir outrageusement dominé la saison. La concurrence se ressaisit en 2012 mais n'empêche pas Vettel et sa RB8 d'enchaîner avec un troisième titre, puis, en 2013, un quatrième vient avec la RB9, qui surclasse ses concurrentes en deuxième partie de saison.
Outre son activité d'ingénieur en Formule 1, Adrian Newey mène une modeste carrière de pilote amateur. En 2006, il s'est attiré les sarcasmes en détruisant une Ford GT40 lors de l'épreuve Le Mans Classic (une compétition réservée aux voitures de course anciennes) avant de faire subir le même sort à une Jaguar Type E au festival de vitesse de Goodwood. En 2007, il a fait l'impasse sur la tournée nord-américaine du championnat du monde de F1 afin de participer pour la première fois aux 24 Heures du Mans au volant d'une Ferrari F430 et  terminer à la 22e place du classement général, quatrième de la catégorie GT2.
En juillet 2011, Newey est récompensé par la Motorsport Industry Association pour l'ensemble de sa carrière dans le sport automobile. Le prix lui est remis par Damon Hill, champion du monde sur une Williams dessinée par l'Anglais en 1996,.
En 2012, il est fait officier de l'ordre de l'Empire britannique. En novembre 2017, il sort un livre sur la conception d'une monoplace de Formule 1 titré « How to build a car ». En mars 2018, Adrian Newey annonce lui-même le nom de son successeur, le Français Pierre Waché. Après avoir passé six ans avec Michelin en Formule 1, Waché a été recruté par BMW Sauber F1 Team avant d'être repéré par Newey à la fin de la saison 2012 ; il a rejoint Red Bull Racing en 2013.
La victoire de Max Verstappen à l'arrivée du Grand Prix du Canada 2023 au volant de la Red Bull RB19 est la 200e d'une Formule 1 conçue par Adrian Newey.
En mai 2024, Red Bull annonce le départ prochain d'Adrian Newey au premier trimestre 2025. Newey consacrera son temps jusque là au développement de la Red Bull RB17. En septembre 2024, Aston Martin F1 Team officialise son arrivée en tant que "Technical Manager Partner" pour cinq ans à compter du 1er mars 2025 ; il devient également actionnaire de la marque.